# District de Dongshan (Ürümqi)
Cette page contient des caractères spéciaux ou non latins. S’ils s’affichent mal (▯, ?, etc.), consultez la page d’aide Unicode.
Pour les articles homonymes, voir Dongshan.
Le district de Dongshan (东山区 ; pinyin : Dōngshān Qū ; ouïghour : دۇڭسەن رايون / Dungsen Rayoni) est une subdivision administrative de la région autonome du Xinjiang en Chine. Il est placé sous la juridiction de la ville-préfecture d'Ürümqi.